# Мартыновка (Кировоградская область)
Марты́новка (укр. Мартинівка) — село в Подвысоцкой сельской общине Голованевского района Кировоградской области Украины.
Основано в качестве частновладельческой еврейской земледельческой колонии. До 2020 года входило в Новоархангельский район
Население по переписи 2001 года составляло 343 человека. Почтовый индекс — 26143. Телефонный код — 5255. Код КОАТУУ — 3523682601.